# Т-50 (авион)
Т-50 је јужнокорејски школско-борбени авион. Лаки тренажни јуришник носи ознаку ТА-50, а лаки јуришни ловац ознаку ФА-50. Развилa га је Корејска Авиокосмичка Индустрија уз помоћ америчке компаније Локид Мартин.

## Развој и дизајн
Амбициозан пројекат развоја новог авиона отпочео је крајем другог миленијума. Први прототип авиона Т-50 завршен је 2001. године. Први пробни лет првог летног прототипа обављен је 20. августа 2002. године, а серијски примерци су уведени у оперативну употребу јужнокорејског ратног ваздухопловства 22. фебруар 2005. године. Авион има тандем седишта, стајни трап типа трицикл, један вертикални стабилизатор и два хоризонтална стабилизатора. Дужина авиона износи 13,144 m, размах крила 9,45 m, а висина 4,94 m. Авион поседује седам подвесних тачака, четири испод крила, две на крајевима крила и једну испод трупа. Авион Т-50 погони турбо-лазни мотор Џенерал Електрик Ф404, потиска 53,07 kN без форсажа, односно 78.7 kN са додатним сагоревањем. Сем основне верзије Т-50, развијен је и лаки тренажни јуришник ТА-50 и лаки јуришни ловац ФА-50, са моћнијим радарима и другим сензорима. Први корисник авиона је јужнокорејско ратно ваздухопловство, а авион је извезен у Индонезију, Ирак, Тајланд и на Филипине.

## Корисници
- Индонезија
- Ирак
- Јужна Кореја
- Пољска
- Тајланд
- Филипини

## Галерија
- Т-50 Златни Орао